# Костылев, Валентин Николаевич
Валентин Николаевич Костылев (18 октября 1925 года, д. Большое Раменье, Вологодская губерния, РСФСР, СССР — 22 октября 1993 года, Москва, Россия) — советский военный деятель, генерал-лейтенант (16.02.1979), первый заместитель командующего ВДВ (1982—1989).

## Биография
Родился в деревне  Большое Раменье, ныне находящуюся  в составе сельского поселения Бекетовское
Вожегодского района Вологодской области, в крестьянской семье. С 1933 года по 1940 год учился в школе, затем окончил курсы трактористов и до 1943 года работал при Бекетовской МТС трактористом.
7 января 1943 Вожегодским РВК призван в Армию и направлен для обучения в Пуховичское пехотное училище (г. Великий Устюг). После окончания ускоренного курса училища в декабре 1943 года младший лейтенант Костылев был направлен в действующую армию на 1-й Прибалтийский фронт командиром взвода ПТР  243-го гвардейского полка  84-й гвардейской стрелковой дивизии в составе которой участвовал в боях с немецко-фашистскими захватчиками. 3 февраля 1944 года при прорыве к городу Витебск отличился в бою, отражая контратаку противника, из противотанкового ружья  лично подбил два немецких танка, но при  смене огневой позиции, осколками разорвавшегося вражеского снаряда был тяжело ранен в коленные суставы  обеих ног и эвакуирован в госпиталь № 3148 (г. Молотов). С мая 1944 года продолжил службу в должности командира учебного взвода роты ПТР 75-го запасного стрелкового полка 34-й запасной стрелковой дивизии.
После окончания войны  проходил службу в стрелковых частях на территории Белоруссии. С апреля 1947 года служит в Воздушно-десантных войсках на различных командных и штабных должностях.  В 1956 году он закончил Военную академию имени М. В. Фрунзе, и продолжил службу в ВДВ. В 1961 году гвардии подполковник Костылев назначен командиром  108-го гвардейскго  парашютно-десантного ордена Красной Звезды полка (г. Каунас).  В  1968 году, после окончания Военной академии Генерального штаба Вооружённых сил СССР, гвардии полковник Костылев был назначен командиром   76-й гвардейской Черниговской Краснознамённой воздушно-десантной дивизией (г. Псков).   В 1977 году гвардии генерал-майор  Костылев назначен заместителем командующего  воздушно-десантными войсками по боевой подготовке (командующим ВДВ в то время был генерал армии В. Ф. Маргелов).  С 1982 года служил первым заместителем командующего ВДВ, в круг его обязанностей, помимо прочего,  входило курирование воинских частей ВДВ принимавших участие в боевых действиях на территории Афганистана, в связи с чем неоднократно вылетал туда в служебные командировки. В 1989 году гвардии генерал-лейтенант  Костылев был уволен в запас.
Валентин Костылев внес значительный практический и теоретический вклад в разработку новой стратегической и тактической концепции боевого применения ВДВ. При его непосредственном участии были разработаны принципиально новые методы десантирования и развертывания войск, апробированные в 1979 году при вводе советских войск в Афганистан. В 1988 году Валентин Костылев руководил разработкой и осуществлением операций в Закавказье по разъединению противоборствующих сторон и эвакуации мирных жителей. В качестве главного военного консультанта принимал участие в создании популярных советских фильмов «В зоне особого внимания» (1977) и «Ответный ход» (1981), вышедших на киностудии «Мосфильм». 
Умер  22 октября 1993 года, похоронен на Троекуровском кладбище в Москве.

## Труды
- Тактика подразделений воздушно-десантных войск / Министерство обороны СССР, 1985 г. — 127 с. — Утвержден командующим Воздушно-десантными войсками в качестве учебника для офицеров парашютно-десантных подразделений и курсантов Рязанского высшего воздушно-десантного командного училища.

## Награды
СССР
- орден Октябрьской Революции (1985)[4];
- орден Красного Знамени (1971)[4];
- орден Отечественной войны I степени (1985)[4];
- орден Отечественной войны II степени (03.08.1945)[5];
- два  ордена Красной Звезды  (06.11.1945[6], 1980[4]);
- орден «За службу Родине в Вооружённых Силах СССР» II степени (1989)[4];
- орден «За службу Родине в Вооружённых Силах СССР» III степени(1975)[4]
  - медали в том числе:
  - «За боевые заслуги» (1953)[4];
  - «За победу над Германией в Великой Отечественной войне 1941—1945 гг.»;
  - «Ветеран Вооружённых Сил СССР»;
  - «За укрепление боевого содружества»;
  - «За безупречную службу» 1-й и 2-й степени

Других стран
 Чехословакия:
- медаль «За укрепление дружбы по оружию» I степень - золото (23.04.1985)

 Куба:
- медаль «30 лет Революционным вооружённым силам» (24.11.1986)

 НРБ:
- медаль «30 лет Болгарской народной армии» (14.09.1974)

 МНР:
- медаль «50 лет Монгольской Народной Революции» (16.12.1971)
- медаль «60 лет Монгольской Народной Армии» (29.12.1981)

 Польша:
- медаль «Братство по оружию» (12.10.1988)